# Oireachtas

Znak Oireachtasu

Oireachtas, někdy označovaný jako Oireachtas Éireann, je irská legislativa. Oireachtas se skládá z:
- Irského prezidenta
- Dvou komor Oireachtasu
  - Dáil Éireann (dolní komora)
  - Seanad Éireann (horní komora)

Hlavní budova Oireachtasu sídlí v Leinster House v Dublinu, což je bývalý vévodský palác z 18. století. Dáil Éireann je volen přímo a je zdaleka nejsilnější větví Oireachtasu.

## Etymologie
Termín Oireachtas pochází ze starého irského slova airech (šlechtic). Jeho první zaznamenané použití jako jméno zákonodárného sboru bylo v rámci Irského svobodného státu.